# 新米科拉伊夫卡 (塞梅尼夫卡市鎮)
46°53′8″N 35°13′7″E / 46.88556°N 35.21861°E
新米科拉伊夫卡（烏克蘭語：Новомиколаївка）是位於烏克蘭東南部的村莊，由扎波羅熱州梅利托波爾區的塞梅尼夫卡市鎮負責管轄。該村始建於1818年，面積7.91平方公里，海拔高度38米，2001年人口2,164，人口密度每平方公里273.5人。